# Errol Zimmerman
Errol Zimmerman (n. 20 aprilie 1986) este un kickboxer neerlandezo-curaçaoan, care luptă pentru clubul Hemmers Gym în Breda, Țările de Jos. Zimmerman este triplu campiona al Țărilor de Jos la Muay Thai, și campion în promoțiile K-1 World Grand Prix 2008 din Amsterdam și SUPERKOMBAT Fight Club. la data de 7 mai 2014, Zimmerman era pe poziția #5 mondial la categoria grea în GLORY și #6 mondial conform LiverKick.com.
Errol Zimmerman a luptat în promoțiile K-1, It's Showtime și SUPERKOMBAT și în prezent este sub contract cu GLORY. De asemenea, Zimmerman a mai luptat într-o partidă openweight la K-1 Dynamite!! 2008 contra japonezului parcticant de MMA Ikuhisa Minowa.